# جف دیویس (نویسنده)
جف دیویس (به انگلیسی:Jeff Davis) (زاده ۱۳ ژوئن ۱۹۷۵) نویسنده و تهیه‌کننده تلویزیونی آمریکایی است. او بیشتر به خاطر ساخت سریال‌های درام ذهن‌های جنایتکار و تین ولف شناخته می‌شود.

## اوایل زندگی
دیویس در میلدفورد، کنتیکت متولد شد. او از دانشگاه کالج واسر در رشته فیلم، فارغ التحصیل شد و سپس مدرک کارشناسی ارشد خود را در رشته فیلمنامه نویسی از دانشگاه کالیفرنیای جنوبی دریافت کرد. دیویس به عنوان خواننده فیلمنامه، دستیار تحریریه، نویسنده کتابچه راهنمای نرم افزارهای کامپیوتری و متخصص پشتیبانی کامپیوتر در لس آنجلس کار می کرد در حالی که در تلاش برای فروش نوشته های خود بود.

## شغل
در سال ۲۰۰۳، دیویس فیلمنامه‌ای را به تلویزیون سی‌بی‌اس فروخت که در نهایت به سریال موفق ذهن‌های جنایتکار تبدیل شد . او در فصل اول این سریال به عنوان یکی از تهیه کنندگان اجرایی این سریال خدمت کرد.
در سال ۲۰۱۱، دیویس مذاکراتی را با ام‌تی‌وی درباره راه اندازی مجدد کمدی دهه ۸۰ مایکل جی فاکس، گرگ نوجوان آغاز کرد. او می گوید که به دلیل عشقش به ژانر وحشت وارد این پروژه شد. او در میان تأثیرات خود به نویسندگان استیون کینگ و توماس هریس اشاره می کند. دیویس همچنین گفته است که از طرفداران پرونده‌های ایکس ، چیرز و مهتاب است. به عنوان تهیه کننده اجرایی، نویسنده اصلی و خالق نمایش، جف دیویس نیروی خلاق پشت گرگ نوجوان بود.
پس از پایان فصل دوم گرگ نوجوان ، دیویس زمان خود را بین لس آنجلس و آتلانتا، جورجیا تقسیم کرد و در آنجا برنامه را فیلمبرداری کرد. دیویس یک سری اقتباسی از فیلم ترسناک سوئدیآدم درست را راه بده را برای کانال تلویزیونی ایالات متحده ای‌اندئی فروخت .  سپس دستور داده شد که فیلمنامه در TNT به صورت آزمایشی اجرا شود خلبان در ونکوور شلیک شد، اما در نهایت TNT تصمیم گرفت که با سریال ادامه ندهد.  اخیراً، او قراردادی را با استودیوی سرگرمی ام تی وی از طریق شرکت تولیدی First Cause خود امضا کرد. 

## زندگی شخصی
دیویس یک همجنسگرا است. دیویس همچنین از طرفداران بتمن است، تا جایی که حتی نام شخصیت‌های برنامه تلویزیونی موفق خود را به نام گرگ نوجوان به نام شخصیت‌های بتمن می‌برد.

## فهرست فیلم‌ها
| سال       | عنوان                      | نویسنده | مدیر اجرایی تولید | یادداشت‌ها                                                |
| --------- | -------------------------- | ------- | ----------------- | -------------------------------------------------------- |
| ۲۰۰۵      | ذهن های جنایتکار           | آری     | آری               | خالق نویسنده (۳ قسمت) (۲۰۰۵) مجری تهیه کننده (۲۰۰۵-۲۰۰۷) |
| ۲۰۱۱-۱۰۱۷ | تین ولف                    | آری     | آری               | خالق نویسنده (۴۱ قسمت)                                   |
| ۲۰۱۱      | تین ولف: جستجو برای درمان  | آری     | آری               | سری وب همچنین کارگردان                                   |
| ۲۰۱۲      | تین ولف: شکار              | نه      | آری               | بازی آنلاین                                              |
| ۲۰۱۵      | اجازه دهید شخص حق وارد شود | آری     | نه                | خلبان تلویزیون فروخته نشده                               |
| ۲۰۲۳      | گرگ نوجوان (فیلم ۲۰۲۳)     | آری     | آری               | فیلم اصلی + پارامونت                                     |
| ۲۰۲۳      | دسته گرگ‌ها                 | آری     | آری               | خالق نویسنده (۲ قسمت) کارگردان (۱ قسمت)                  |